# بياتريس دي ألبا
بياتريس دي ألبا (بالإسبانية: Beatrice De Alba)‏ هي فنانة مكياج مكسيكية، ولدت في القرن العشرين.

## وصلات خارجية
- بياتريس دي ألبا على موقع IMDb (الإنجليزية)
- بياتريس دي ألبا على موقع قاعدة بيانات الفيلم (الإنجليزية)